# خورخي دياز دي ليون
خورخي دياز دي ليون (بالإسبانية: Jorge Díaz de León)‏ هو لاعب كرة قدم مكسيكي، ولد في 28 مارس 1984 في مدينة سان لويس بوتوسي في المكسيك. لعب مع تايجرز أونال.

## وصلات خارجية
- خورخي دياز دي ليون على موقع قاعدة بيانات كرة القدم.إي يو (الإنجليزية)
- خورخي دياز دي ليون على موقع Soccerway.com (الإنجليزية)
- خورخي دياز دي ليون على موقع عالم كرة القدم.نت (الإنجليزية)